# Braccialetto Livestrong

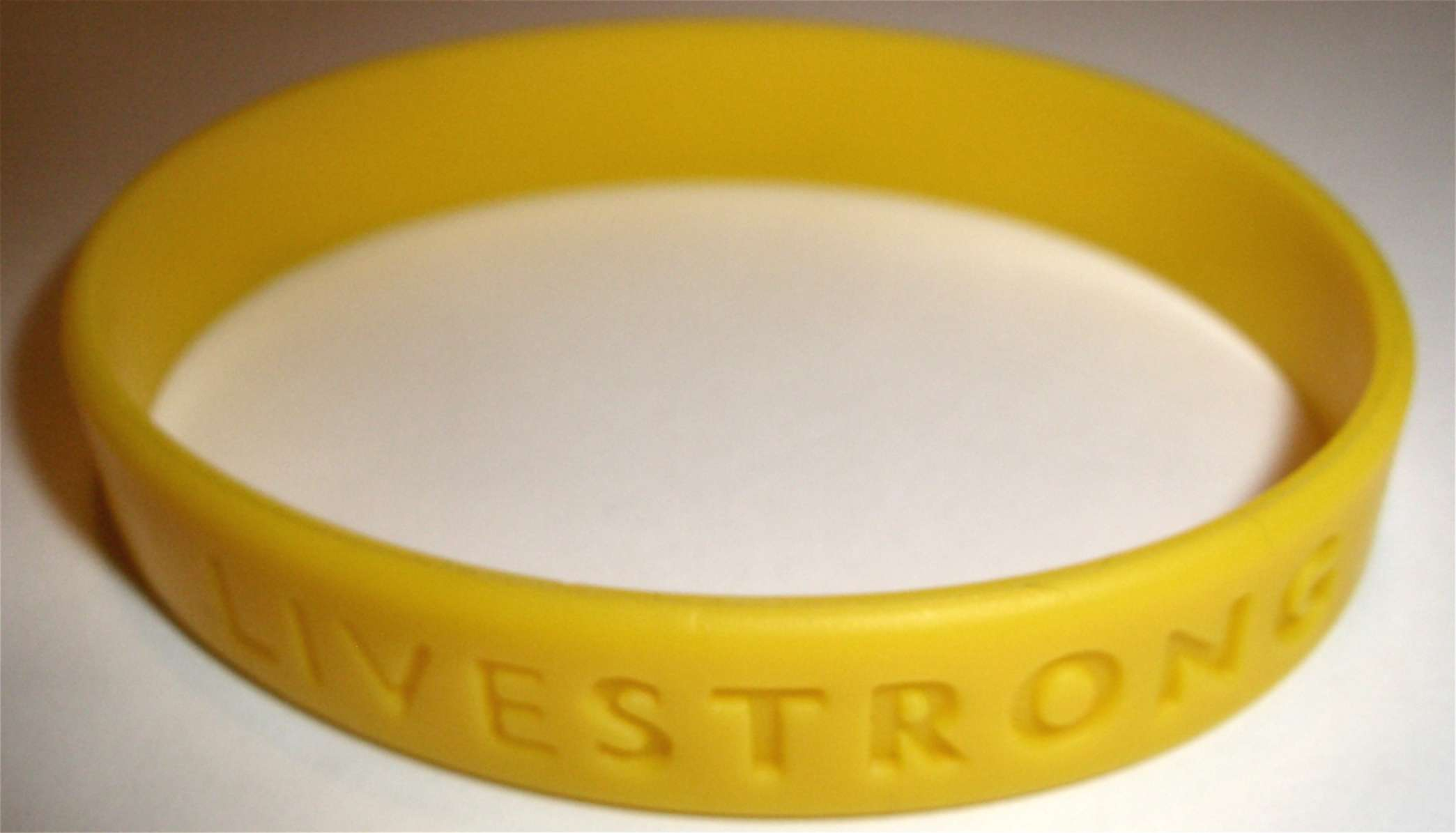
Il braccialetto Livestrong

Il braccialetto Livestrong è un ornamento da polso ideato dal ciclista Lance Armstrong nell'estate del 2004: fu prodotto come parte di un programma educativo denominato Wear Yellow Live Strong, che aveva l'intento di sostenere le vittime e i guariti del cancro nonché consapevolizzare sulla malattia.
I braccialetti, fabbricati in gomma gialla, avevano impresso il motto LIVESTRONG (/liv'stroŋ/ e non */'laivstrong/), e il colore scelto fu per l'importanza che aveva nella vita del ciclista il giallo, che è appunto il colore della maglia portata dal leader del Tour de France.
Il braccialetto nei primi anni Duemila è divenuto un fenomeno di massa, dapprima apparendo ai polsi di molti partecipanti al Tour de France, poi a quelli di moltissime personalità e celebrità, oltre che a svariati atleti di ogni categoria.